# Cymo

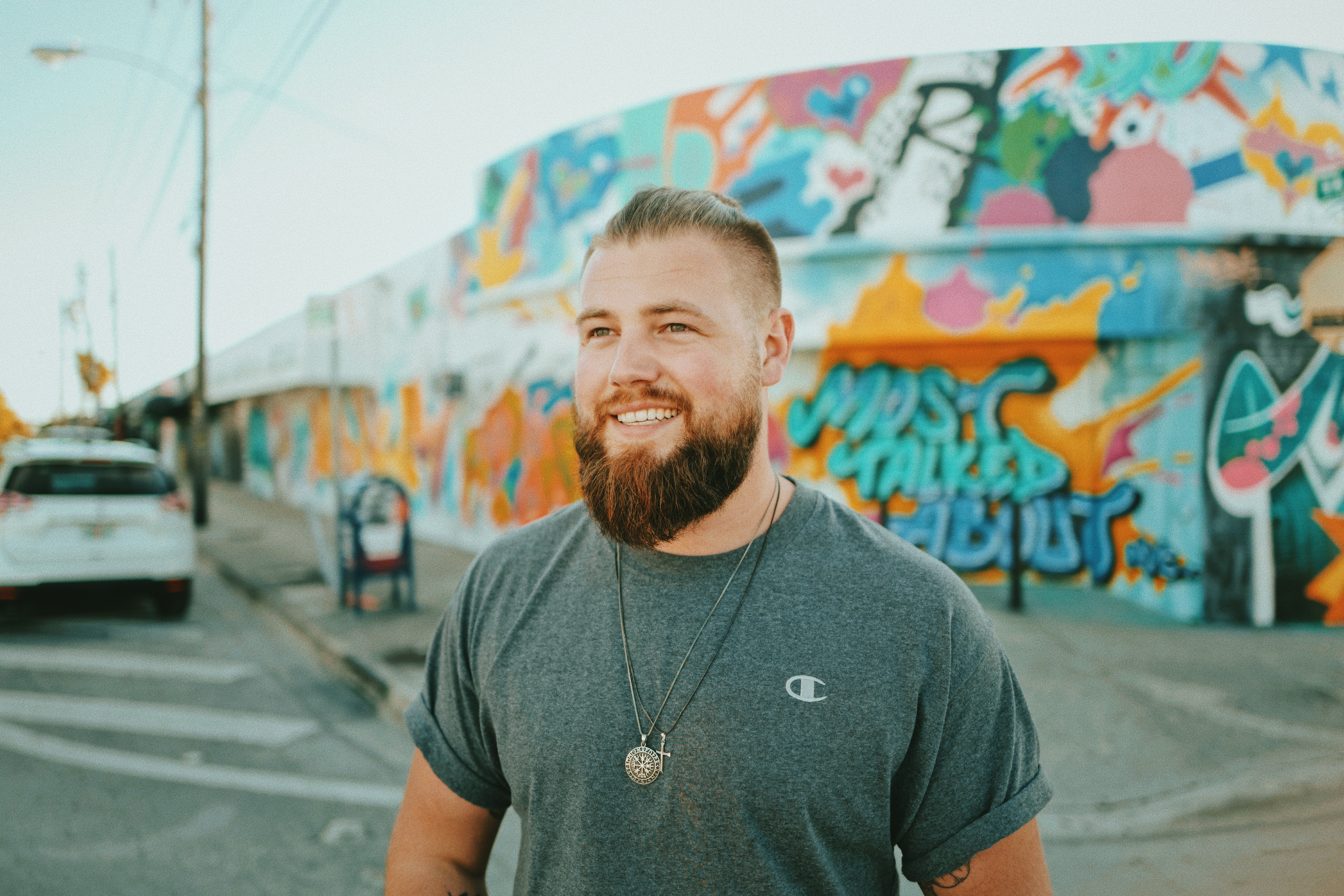
Cymo (2018)

Cymo (bürgerlich Simon Adrian, * 25. Oktober 1990 in Trier) ist ein deutscher Musikproduzent, Komponist, Songwriter und DJ.

## Werdegang
Simon Adrian ist Sohn eines Deutschen und einer Französin. Im Alter von dreizehn Jahren kam er über den Toningenieur Volker „IDR“ Gebhardt erstmals mit Musikproduktionen und DJing in Kontakt. Nach ersten gemeinsamen Produktionen mit Peter „Fonty“ Albertz zog Adrian 2006 vorübergehend nach Nordwales, um seine Schullaufbahn abzuschließen. Da er nebenbei weitere Instrumentals produzierte, legte er sich den Künstlernamen Cymo zu. Dabei handelt es sich sowohl um das walisische Wort für „Laune“ als auch um eine Kombination aus der französischen und englischen Aussprachen seines bürgerlichen Vornamens Simon. 2009 beendete er die Schule mit dem Abschluss International Baccalaureate und kehrte nach Deutschland zurück, um in den folgenden drei Jahren ein duales Studium aus Betriebswirtschaftslehre und einer Ausbildung zum Bankkaufmann zu absolvieren.
2010 lernte Cymo den Produzenten Shuko kennen, der ihn fortan förderte. Auch mit Peter „Fonty“ Albertz blieb er in Kontakt. Im Jahr 2015 begegnete er erstmals den Verantwortlichen des Labels Takeover MGMT. Cymo begann damit, sich Vollzeit der Musikproduktion zu widmen. 2016 übernahm er die vollständige Produktion sowie die anschließende Abmischung des Albums Alles auf Anfang des Takeover-Künstlers T-Zon. Mit Platz 11 positionierte sich erstmals ein Album unter Cymos Mitwirkung in den deutschen Charts. Als DJ von T-Zon und Kayef sammelte er zudem im Folgenden Live-Erfahrungen etwa im Rahmen der Alles Auf Anfang Tour oder der Chaos Tour.
Adrian gehörte zu den Autoren des Songs Gold, mit dem die Sängerin Freschta beim Schweizer Vorentscheid zum Eurovision Song Contest 2017 antrat. Des Weiteren war Cymo auf den beiden Nummer-eins-Alben Anarchie und Alltag der Antilopen Gang und Tru. von Cro vertreten. Die Hip-Hop-/Rock-Gruppe Tiavo produzierte ihr gesamtes Album Oh Lucy mit ihm. Bereits im Vorfeld waren eine Reihe von Cymo co-produzierter Singles des bei Genetikks Label Outta This World unter Vertrag stehenden Duos erschienen.
Ende 2017 veröffentlichte Cymo mit Unterstützung von Chris Heath seine erste eigene Single Monday Morning, als „Ode gegen Alltagsstress für die Freiheit“. Der Song Change erschien einige Monate später als zweite Single über das Label Goodvibe Music Germany. 2018 steuerte Cymo einen Remix zur Nummer-eins-Single Je ne parle pas français von Namika bei. Außerdem war er als Produzent an Chris Cobayes Debütsingle Hotel beteiligt.

## Diskographie

### Singles
| Veröffentlichung | Titel             | Label                   | Kommentar                                                   | Cover |
| ---------------- | ----------------- | ----------------------- | ----------------------------------------------------------- | ----- |
| 2017             | Monday Morning    | Starwatch Entertainment | Erstveröffentlichung: 18. August 2017 feat. Chris Heath     |       |
| 2018             | Change            | Goodvibe Music          | Erstveröffentlichung: 2. Februar 2018 feat. Davin           |       |
| 2018             | Gasoline          | Goodvibe Music          | Erstveröffentlichung: 27. Juli 2018 mit Ruby Prophet        |       |
| 2018             | My Everything     | Ever Ever               | Erstveröffentlichung: 23. November 2018 mit Mushroom People |       |
| 2019             | Euphoria          | Cymo                    | Erstveröffentlichung: 4. Juli 2019                          |       |
| 2019             | Juggernaut        | Warner Music            | Erstveröffentlichung: 30. August 2019 feat. Hayla           |       |
| 2019             | Better Off Gone   | Warner Music            | Erstveröffentlichung: 8. November 2019                      |       |
| 2019             | Done with Talking | Warner Music            | Erstveröffentlichung: 20. Dezember 2019 feat. Garfield      |       |
| 2020             | Higher            | Warner Music            | Erstveröffentlichung: 13. März 2020 feat. Ann Christine     |       |

### Produktionen
Alben
| Veröffentlichung | Titel                          | Chartplatzierungen | Chartplatzierungen | Chartplatzierungen | Künstler |
| Veröffentlichung | Titel                          | DE                 | AT                 | CH                 | Künstler |
| ---------------- | ------------------------------ | ------------------ | ------------------ | ------------------ | -------- |
| 2016             | Alles Auf Anfang               | 11                 | 61                 | –                  | T-Zon    |
| 2016             | Alles Auf Anfang (Akustik EP)  | –                  | –                  | –                  | T-Zon    |
| 2018             | Oh Lucy                        | 24                 | –                  | –                  | Tiavo    |
| 2019             | Rapper sind Dichter und Denker | -                  | -                  | -                  | Orpheo   |

Singles
| Veröffentlichung | Titel                        | Album        | Künstler           |
| ---------------- | ---------------------------- | ------------ | ------------------ |
| 2016             | Huckleberry Finn             | –            | Tiavo              |
| 2017             | Gold                         | –            | Freschta           |
| 2017             | Ouzo                         | –            | Tiavo              |
| 2017             | Outta this World             | Oh Lucy      | Tiavo und Genetikk |
| 2017             | Mr. Lover                    | –            | Voer               |
| 2018             | Computiful (Carlifornia RMX) | –            | Cro                |
| 2018             | Oh Lucy                      | Oh Lucy      | Tiavo              |
| 2018             | Lippen                       | Oh Lucy      | Tiavo              |
| 2018             | Aristoteles                  | Oh Lucy      | Tiavo              |
| 2018             | Alice                        | –            | Voer               |
| 2018             | Inner Fight                  | –            | Voer               |
| 2018             | Hotel                        | Guns & Roses | Chris Cobaye       |
| 2018             | Forever Young                | –            | Les Touristes      |

Sonstige Songs
| Veröffentlichung | Titel                                 | Album                                | Künstler                      |
| ---------------- | ------------------------------------- | ------------------------------------ | ----------------------------- |
| 2014             | Mir egal                              | Nostalgie                            | Marc Reis                     |
| 2016             | Cheguevara                            | Reise X                              | Ado Kojo                      |
| 2017             | Gestern war nicht besser              | Anarchie und Alltag                  | Antilopen Gang                |
| 2017             | Tokyo13317                            | Tru.                                 | Cro                           |
| 2018             | Je Ne Parle Pas Français (Cymo Remix) | Je Ne Parle Pas Français (The Mixes) | Namika                        |
| 2019             | Fendi F (Cymo Remix)                  | Fendi F (The Remixes)                | DJ Cruz feat. The Kid Daytona |
| 2019             | Ich und Du (Shuko & Cymo Remix)       | Ich und Du (Shuko & Cymo Remix)      | Vona                          |
| 2019             | Shania Twain (Cymo Remix)             | Shania Twain (The Mixes)             | Aura Dione                    |